# Józef Elsner

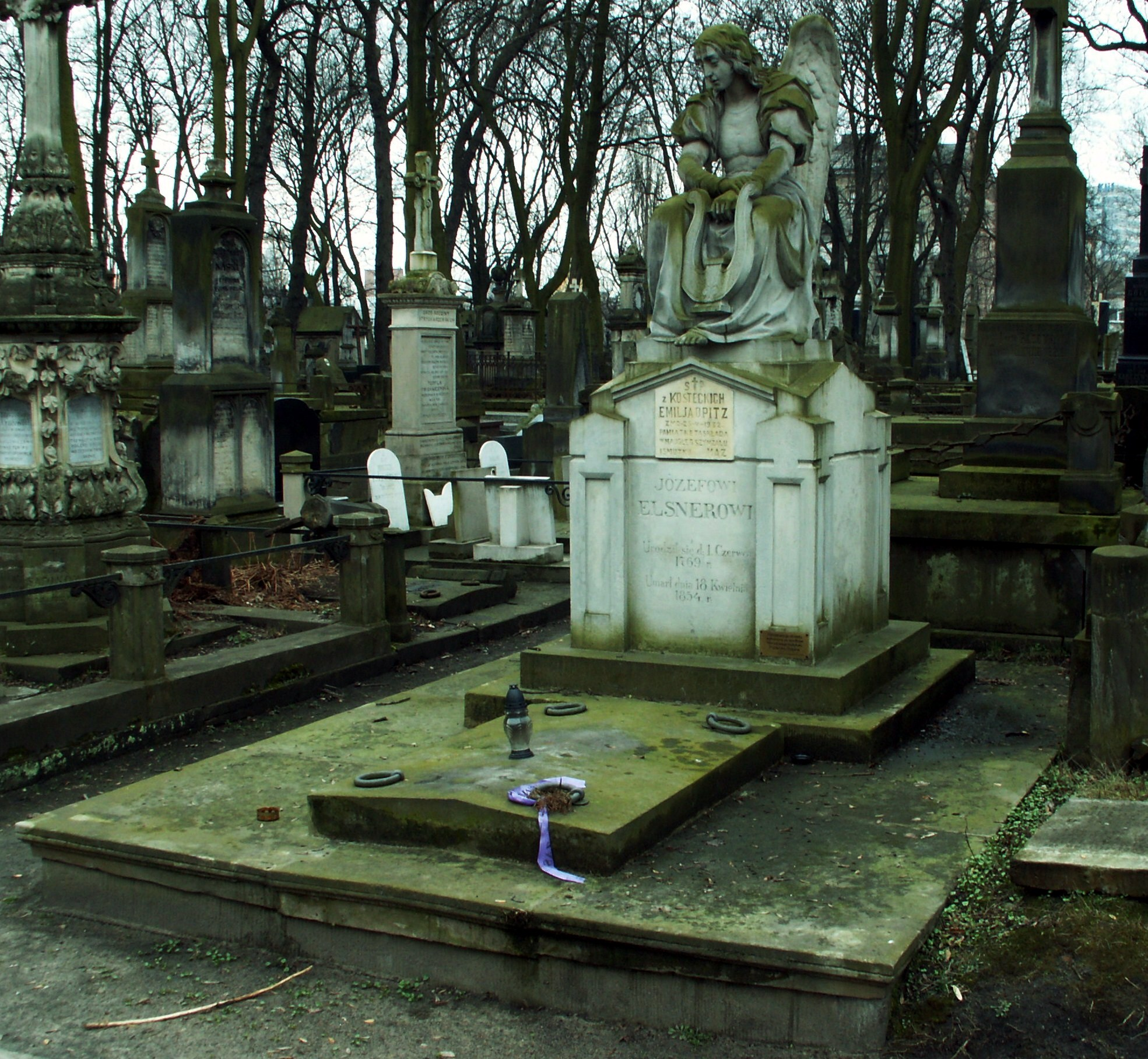
Grób Elsnera na cmentarzu Powązkowskim w Warszawie

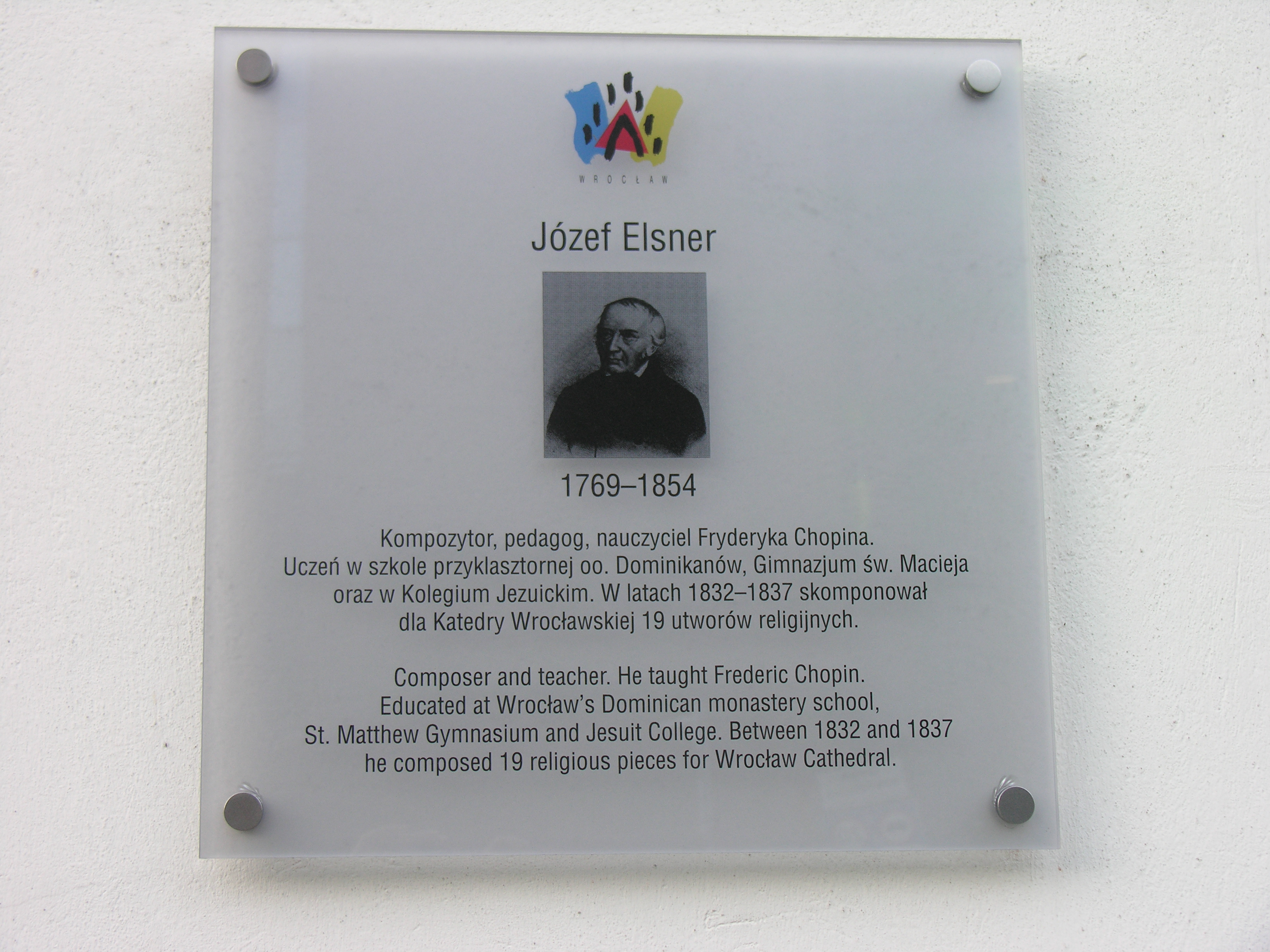
Tablica pamiątkowa ku czci Elsnera we Wrocławiu

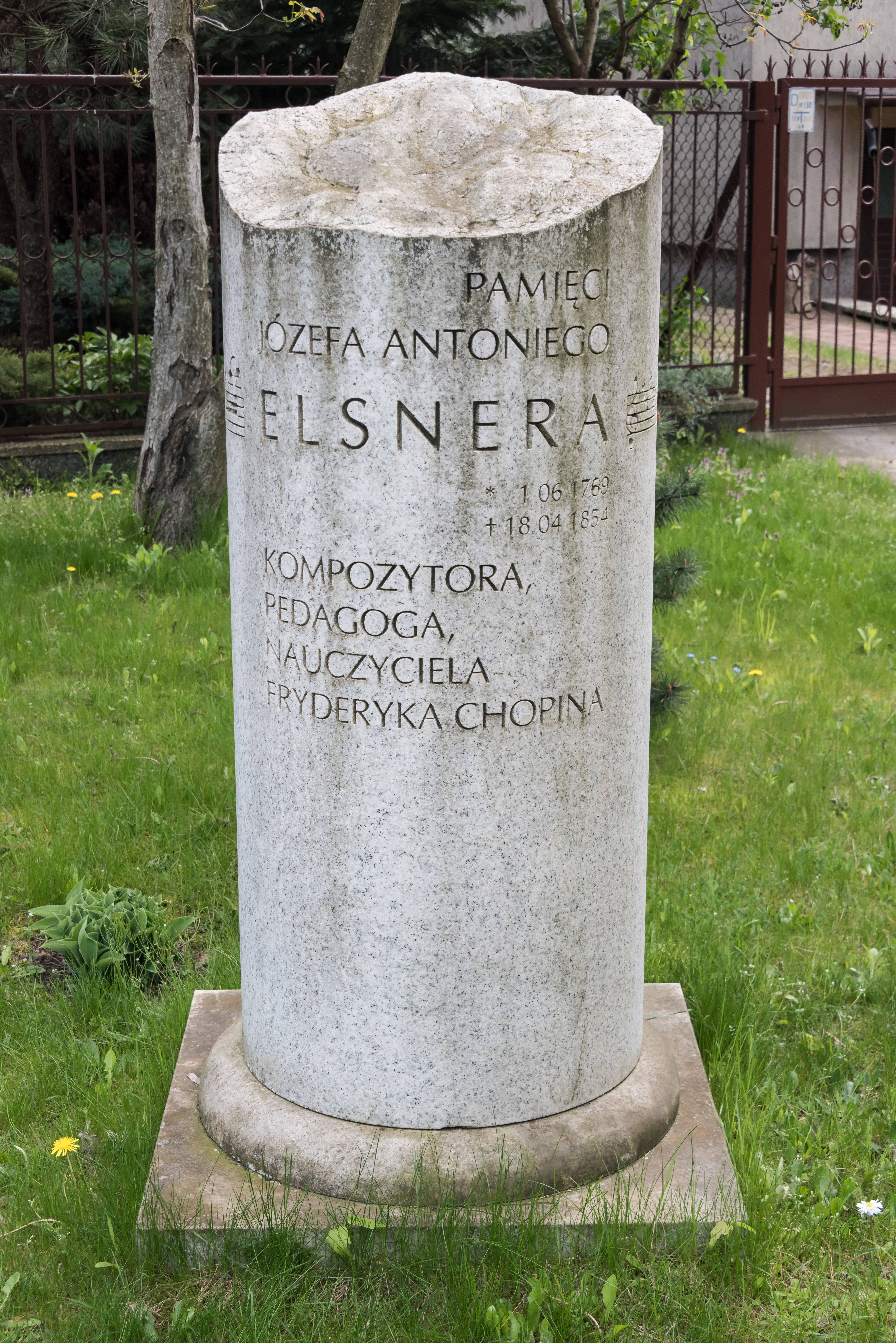
Upamiętnienie przy ul. Nefrytowej 6 w Warszawie

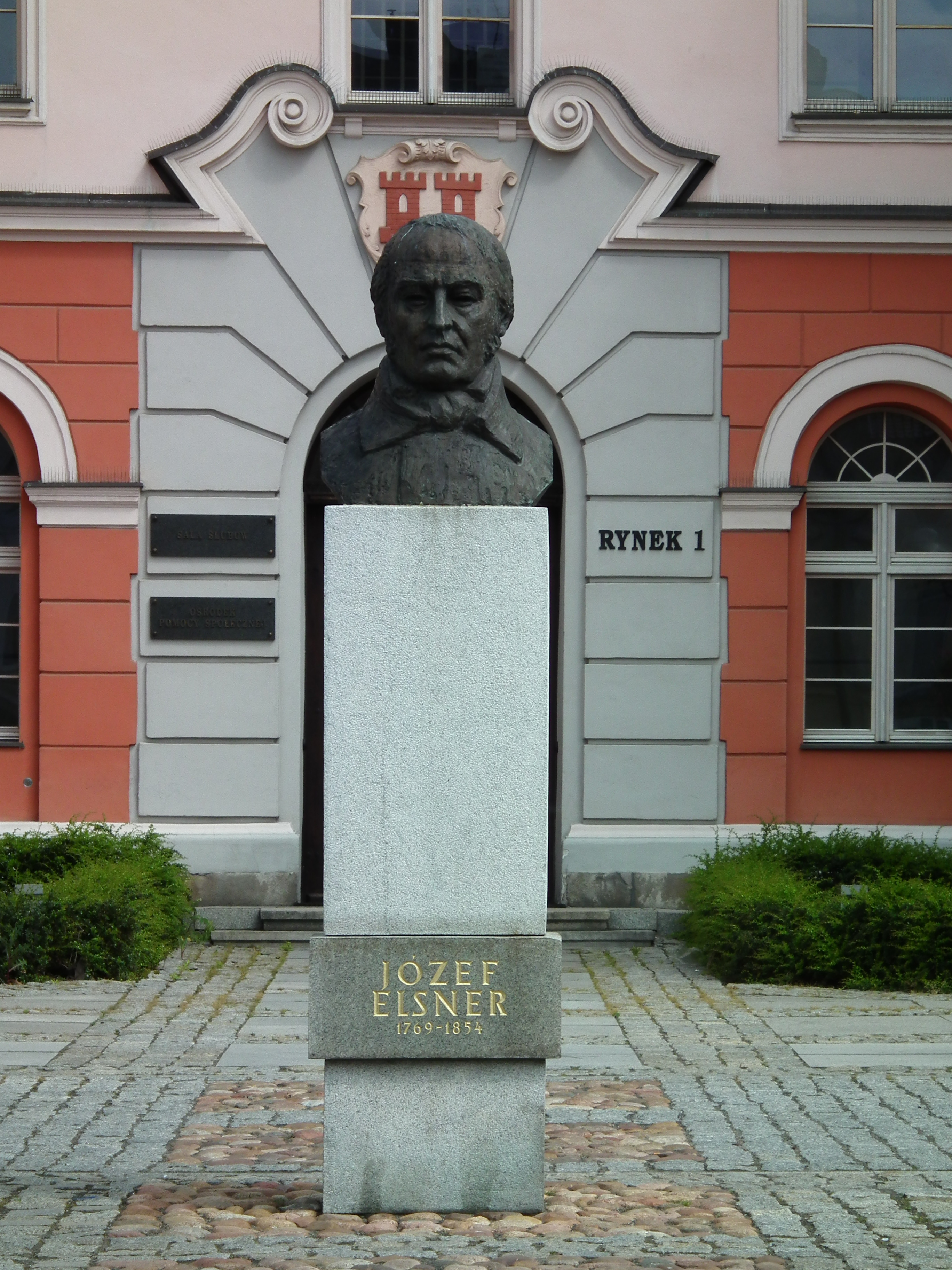
Pomnik w Grodkowie

Józef Antoni Franciszek Elsner (niem. Joseph Anton Franz Elsner, niekiedy błędnie Józef Ksawery Elsner, Joseph Anton Xaver Elsner; ur. 1 czerwca 1769 w Grodkowie, zm. 18 kwietnia 1854 w Elsnerowie) – polski kompozytor pochodzenia niemieckiego, pedagog, działacz kultury muzycznej i teoretyk muzyki; nauczyciel Fryderyka Chopina.

## Życie

### Wczesne lata
Urodził się 1 czerwca 1769 w Grodkowie, w domu obok Bramy Lewińskiej. Jego matka Anna Barbara z d. Matzkin była Ślązaczką mówiąca dialektem brzesko-grodkowskim, ojciec Johann Franz Michael Elsner, będący stolarzem, mówił po niemiecku.
Już w dzieciństwie ujawniał zamiłowanie do muzyki. Uczęszczając w Grodkowie 1775–1781 do szkoły powszechnej, śpiewał w chórze kościelnym. Od 1781 uczył się i śpiewał w szkole przy klasztorze dominikanów oraz w jezuickim Gimnazjum św. Macieja we Wrocławiu. Śpiewał tam i grał początkowo w chórze i kapeli klasztornej, następnie w chórze operowym i w orkiestrze teatralnej. W tym czasie uczył się gry na skrzypcach oraz basu cyfrowanego. Wcześnie też zaczął komponować. W 1782 w kościele św. Wojciecha we Wrocławiu został wykonany jego motet Ave Maria gratiae plena na dwa głosy solowe z towarzyszeniem instrumentów.
Dysponując pięknym głosem, Elsner odnosił sukcesy jako solista; 25 marca 1785 wykonał w kościele św. Elżbiety solową partię sopranową w oratorium pasyjnym Der Tod Jesu C.H. Grauna; występ ten zwrócił nań uwagę muzycznego środowiska Wrocławia. Muzykował też jako skrzypek kameralista.
Na uniwersytecie we Wrocławiu rozpoczął studia teologiczne, wkrótce potem przeniósł się na lekarskie; zamierzał je kontynuować w Wiedniu, dokąd wyjechał jako stypendysta Grodkowa jesienią 1789. Tam po długotrwałej chorobie postanowił jednak poświęcić się całkowicie muzyce i jesienią 1791 przeniósł się do Brna (Morawy) na posadę skrzypka w orkiestrze teatralnej.

### Okres polski
Wiosną 1792 udał się do Lwowa, gdzie objął stanowisko kapelmistrza tamtejszego teatru. Wkrótce wystawił w nim swoje dwie opery do tekstów niemieckich (Die seltenen Brüder, Der verkleidete Sultan). Gdy Wojciech Bogusławski objął w 1795 prowadzenie niemieckiego teatru lwowskiego, Elsner został jego współpracownikiem. Odtąd zaczął komponować opery polskie do tekstów Bogusławskiego; zachowała się z nich tylko jedna: Amazonki, czyli Herminia. W tym czasie Elsner zaczął się interesować polską muzyką ludową i wplatać wątki ludowe do swoich utworów instrumentalnych (Sonata fortepianowa D-dur). W 1796 napisał trzy tria fortepianowe oparte na tematach z opery Krakowiacy i Górale Jana Stefaniego. Motywy z tej opery pojawiają się również w późniejszej o niemal dekadę symfonii C-dur.
W latach 1795–1797 organizował we Lwowie cotygodniowe koncerty w ramach założonego przez siebie towarzystwa pn. Akademia Muzyczna. Na program koncertów składały się symfonie J. Haydna, W.A. Mozarta, P. Vranickiego, koncerty na instrumenty solowe oraz muzyka wokalna; wykonano również 3 symfonie Elsnera, które zaginęły.
Od 1798 Elsner nawiązał stosunki z wydawcami za granicą; wydał w Wiedniu u Johanna Traega 3 kwartety smyczkowe du meilleur goüt polonais. W tym samym roku stworzył również Trio B-dur na fortepian, skrzypce i wiolonczelę, opublikowane w Wiedniu pod tytułem Grande Sonate pour le Clavecin avec l’accompagnement d’un Violon et Violoncelle obligé.
W roku 1799 Elsner przeniósł się na stałe ze Lwowa do Warszawy. W 1812 roku przystąpił do Konfederacji Generalnej Królestwa Polskiego.
Do roku 1824 prowadził operę w Teatrze Narodowym, wzbogacając jej repertuar własnymi dziełami (30 oper i 2 balety), a z repertuaru obcego preferując operę francuską. Równocześnie prowadził własną sztycharnię nut, gdzie wydawał dzieła kompozytorów polskich. Zapoczątkowała ona powstawanie tego rodzaju przedsiębiorstw w Warszawie.
W latach 1803–1805 wydawał pierwszy w Polsce miesięcznik nutowy pt. „Wybór Pięknych Dzieł Muzycznych i Pieśni Polskich” (ukazały się 24 zeszyty). W 1805 został członkiem Warszawskiego Towarzystwa Przyjaciół Nauk, 1805–1806 brał czynny udział w Resursie Muzycznej, głównie przy organizowaniu koncertów, na których wykonywano m.in. wczesne symfonie L. van Beethovena. W latach 1802–1825 pisywał recenzje i artykuły do czasopism polskich, a w latach 1811–1819 był korespondentem lipskiej „Allgemeine Musikalische Zeitung”. W okresie 1814–1825 działał w Towarzystwie Muzyki Religijnej i Narodowej, którego był współzałożycielem. Przez wszystkie te lata rozwijał działalność pedagogiczną, ucząc śpiewu na terenie opery oraz „muzyki i śpiewania” w Szkole Dramatycznej Bogusławskiego. Potem wykładał teorię i kompozycję w prowadzonych przez siebie szkołach muzycznych: 1817–1821 w Szkole Elementarnej Muzyki i Sztuki Dramatycznej, 1821–1826 w Instytucie Muzyki i Deklamacji, czyli konserwatorium, a 1826–1831 w Szkole Głównej Muzyki, związanej wykładami z Uniwersytetem Warszawskim. Na tej uczelni wykształcił wielu polskich kompozytorów, wśród nich Fryderyka Chopina, którego uczył już od 1822. Jako nauczyciel trafnie ocenił talent Chopina, pisząc na świadectwie szkolnym: „szczególna zdatność, geniusz muzyczny”. Z Chopinem łączyły Elsnera uczucia prawdziwej przyjaźni; świadczy o tym m.in. zachowana korespondencja: 6 listów Elsnera do Chopina i 5 listów Chopina do Elsnera.
Od 1825 kształcił Ignacego Dobrzyńskiego, początkowo prywatnie, potem w latach 1826–1828 w Szkole Głównej Muzyki. Elsner w raportach egzaminacyjnych oceniał Dobrzyńskiego słowami „zdolność niepospolita”. Do jego pozostałych uczniów należy również Feliks Jaroński.
W latach 1835–1839 Elsner prowadził „wyższe kształcenie głosu” w Szkole Śpiewu przy Teatrze Wielkim, którego dyrektorem był K. Kurpiński, potem uczył jeszcze śpiewu w Instytucie Guwernantek. Uniwersalizm zainteresowań Elsnera wyraził się także w jego żywym stosunku do zagadnień polskiego folkloru; zbierał materiały dotyczące muzykowania ludowego; starał się uchwycić cechy melodyczne i metrorytmiczne polskiej muzyki ludowej, szczególnie jej najstarszych przekazów, a ponadto muzyki ludów słowiańskich w ogóle. Jako kompozytor poszukiwał ideału melodii wypływającej z ducha języka polskiego z uwzględnieniem jego właściwości metrycznych i intonacyjnych. Świadczą o tym dwie rozprawy: Rozprawa o metryczności i rytmiczności języka polskiego i Rozprawa o melodii i śpiewie. Elsner był członkiem honorowym licznych towarzystw muzycznych w kraju oraz lipskiego Musikverein der Universitätskirche St. Pauli. Utrzymywał bliskie kontakty z muzykami i firmami wydawniczymi Francji, Niemiec i Austrii. W 1805 odbył dłuższą podróż artystyczną do Paryża, zatrzymując się po drodze we Wrocławiu, w Lipsku i w Offenbach. W Paryżu wykonano kilka jego utworów fortepianowych oraz kwartet; skomponował tam operę pt. Chimère et réalité do tekstu francuskiego, która została wykonana dopiero w Warszawie (1808) w polskim przekładzie.
Jak wielu wybitnych ludzi tej epoki, był Elsner członkiem masonerii: w 1814 został namiestnikiem katedry w loży Świątyni Stałości (Zur Halle der Beständigkeit), w 1820 członkiem najwyższej kapituły, a w 1821 mistrzem katedry w Świątyni Stałości.
Za zasługi na polu muzyki został odznaczony w 1823 roku Orderem Świętego Stanisława IV klasy. Na jego cześć zostały wybite 3 medale: ok. 1825 (J. Majnert), 1852 (J. Herckner) i 1969 (J. Stasiński), ten ostatni staraniem Komitetu Obchodów Dni Elsnerowskich w Grodkowie.
Elsner był dwukrotnie żonaty: pierwszy raz z Klarą Abt (od 1796), która zmarła przy urodzeniu córki Karoliny (1797–1823), drugi raz zaś (od 1802) z Karoliną Drozdowską (1784–1852), czołową śpiewaczką opery warszawskiej, z którą miał trzy córki. Najmłodszą z nich była Emilia (1810–1864), późniejsza żona Ludwika Nideckiego, właścicielka sztambucha, do którego Chopin wpisał kilka swoich utworów. Grób Elsnera znajduje się na cmentarzu Powązkowskim w Warszawie (kwatera 159-5-1), pomnik nagrobny przedstawiający anioła jest dłuta  Józefa Elsnera, wykonany wg projektu Ignacego Gierdziejewskiego. 

## Twórczość
Lista ważniejszych kompozycji:

### Msze
- Missa brevis F-dur op. 85 na 3-głosowy chór męski i organy (1844)
- Missa festiva C-dur op. 52 na chór 4-głosowy, orkiestrę i organy (ok. 1832)
- Missa in B op. 18 na 3-głosowy chór męski (1823)
- Msza a-moll op. 24 na chór 4-głosowy (ok. 1823)
- Msza a-moll op. 81 na chór 4-głosowy i orkiestrę (1843)
- Msza B-dur op. 3 na chór 4-głosowy i orkiestrę (1799)
- Msza B-dur op. 44 na 2 soprany, 2 tenory, bas i organy (1829)
- Msza B-dur op. 80 na chór 4-głosowy i organy (1843)
- Msza C-dur op. 22 na 4-głosowy chór męski, 4 rogi, puzon i kotły (ok. 1823)
- Msza C-dur op. 26 na 4 głosy solowe, chór 4-głosowy i orkiestrę (1820)[14]
- Msza d-moll i D-dur in laudem omnium sanctorum slavonorum polonorum op. 66 na 2 głosy solowe, chór 4-głosowy i orkiestrę (1840)
- Msza d-moll op. 16 na chór 4-głosowy (1823)
- Msza d-moll op. 5 na chór 4-głosowy i orkiestrę (ok. 1806)
- Msza e-moll – E-dur op. 62 na 4 głosy solowe, chór 4-głosowy i orkiestrę (ok. 1838)[14]
- Msza e-moll op. 88 na chór 4-głosowy i organy (1846)
- Msza F-dur op. 20 na chór 4-głosowy (ok. 1823)
- Msza F-dur op. 35 na chór 4-głosowy i organy (ok. 1825)[14]
- Msza F-dur op. 41 na chór 4-głosowy, orkiestrę i organy (ok. 1826)[15]
- Msza F-dur op. 77 na 3-głosowy chór męski i organy (1843)
- Msza F-dur op. 79 na 3-głosowy chór męski i organy (1843)
- Msza G-dur op. 13 na 3-głosowy chór męski i organy (ok. 1820)
- Msza G-dur op. 34 na chór 4-głosowy i orkiestrę (ok. 1825)
- Msza G-dur op. 75 na 2 soprany, skrzypce, 2 altówki, wiolonczelę i organy (1842)[14]
- Msza g-moll op. 72 na 4 głosy solowe, chór 4-głosowy i orkiestrę (1842)
- Msza ludowa G-dur op. 15 na 2 soprany i organy (1820)
- Msza pasterska a-moll op. 76 na chór 4-głosowy, wiolonczelę i organy (1842)
- Msza solenna B-dur op. 47 na 4 głosy solowe, chór 4-głosowy i orkiestrę (ok. 1829)
- Msza solenna C-dur (Koronacyjna) op. 51 na 4 głosy solowe, chór 4-głosowy i orkiestrę (ok. 1829)
- Msza świętojańska F-dur op. 9 na 4 głosy solowe, chór 4-głosowy, orkiestrę i organy (ok. 1815)
- Msza, Graduał i Offertorium op. 87 na chór 4-głosowy i orkiestrę (1844)

### Offertoria
- Offertoria na 4 głosy i orkiestrę (ok. 1783-84)
- Offertorium A-dur op. 46 na chór 4-głosowy i orkiestrę (ok. 1829)
- Offertorium B-dur op. 30 na chór 4-głosowy i orkiestrę (1828)
- Offertorium B-dur op. 45 na chór 4-głosowy, orkiestrę i organy (ok. 1829)
- Offertorium B-dur op. 86 na chór 4-głosowy i orkiestrę (1844)
- Offertorium C-dur op. 31 na chór 4-głosowy i orkiestrę (1823)
- Offertorium C-dur op. 33 na chór 4-głosowy, orkiestrę i organy (ok. 1824)
- Offertorium C-dur op. 56 na chór 4-głosowy i organy (ok. 1835)
- Offertorium D-dur op. 32 na chór 4-głosowy i orkiestrę (1824)
- Offertorium E-dur op. 83 na chór 4-głosowy, skrzypce solo i orkiestrę (1843)
- Offertorium F-dur op. 50 na 3-głosowy chór męski (ok. 1829)
- Offertorium F-dur op. 70 na chór 4-głosowy, orkiestrę i organy (1840)
- Offertorium F-dur op. 71 na chór 4-głosowy (1840)
- Offertorium G-dur op. 12 na chór 4-głosowy i orkiestrę (ok. 1819)
- Offertorium G-dur op. 38 na chór 4-głosowy, flet obbligato i orkiestrę (ok. 1825)
- Offertorium G-dur op. 48 na chór 4-głosowy, orkiestrę i organy (ok. 1829)
- Offertorium In te Domine speravi Es-dur op. 4, offertorium na chór 4-głosowy i orkiestrę (ok. 1806)
- Offertorium op. 58 na chór (ok. 1836)

### Utworyoratoryjno-kantatowe
- Ad festum Corporis Christi na chór 4-głosowy, instrumenty dęte i organy (ok. 1785-86)
- Alleluja B-dur op. 60 na chór 4-głosowy (1836-40)
- Ave Maria B-dur op. 68 na chór 4-głosowy i organy (1840)
- Ave Maris Stella A-dur op. 90 na chór 4-głosowy, orkiestrę i organy (1847)
- Benedictus na sopran i zespół instrumentalny (ok. 1783-84)
- Cantate zur Jubel-Feier... D-dur op. 53 na chór 4-głosowy i orkiestrę (1832)
- Canticum Simeonis e-moll op. 69 na chór 5-głosowy SATTB (1841)
- Completorium na chór, 2 skrzypiec, altówkę, 2 rogi i organy (ok. 1785)
- Der sterbende Jesus na głosy solowe i chór (ok. 1788-89)
- Dies irae f-moll op. 91 na chór 4-głosowy i organy (1847)
- Graduale A-dur op. 82 na chór 4-głosowy i orkiestrę (1843)
- Graduale D-dur op. 94 na bas, chór 4-głosowy i orkiestrę (1848)
- Graduale Es-dur op. 57 na sopran, chór 4-głosowy i orkiestrę (1835)
- Graduale F-dur op. 29 na chór 4-głosowy i orkiestrę (1828)
- Graduale i Offertorium A-dur op. 25 na chór 4-głosowy (ok. 1823)
- Graduale i Offertorium Es-dur op. 19 na 3-głosowy chór męski (1823)
- Graduale i Offertorium F-dur op. 23 na 4-głosowy chór męski, 4 rogi i puzon (ok. 1823)
- Graduale i Offertorium op. 17 na chór 4-głosowy (1823)
- Graduał na 2 soprany, 2 skrzypiec, altówkę, basetlę i 2 rogi (ok. 1782)
- Kantata Lob der Buchdruckerkunst, kantata na głos solowy, chór 4-głosowy i fortepian (1804)
- Kantata Musik zu einer Trauerloge, kantata na chór męski i orkiestrę (1811)
- Kantata Muzyka na wprowadzenie zwłok ks. J. Poniatowskiego w r. 1814, kantata na deklamację, chór i orkiestrę (1814)
- Kantata Na wdzięcznej Polaków ziemi, kantata na chór i orkiestrę (1807)
- Kantata Powitanie gołąbka, kantata na 4 głosy męskie, skrzypce, wiolonczelę i fortepian (1844)
- Kantata Powstańmy z orężem w ręku, kantata na deklamację, głosy solowe i chór (1819)
- Kyrie i Gloria C-dur na chór, 2 skrzypiec, altówkę, 2 oboje, róg, trąbkę, kotły i organy (ok. 1788-89)
- Miserere mei Deus op. 96 na głosy solowe, 3 chóry, chór męski (1848)
- Motet C-dur op. 28 na 2 chóry 4-głosowe
- Motet G-dur op. 59 na 4 głosy solowe, chór 4-głosowy i orkiestrę (1836)
- Motet Salvum fac imperatorem B-dur op. 6, motet na chór 4-głosowy i orkiestrę (1807)
- Motet seu Offertorium de Sancto Josepho C-dur op. 10 na chór 4-głosowy i orkiestrę (ok. 1815)
- Nieszpory C-dur op. 36 na chór 4-głosowy i orkiestrę (ok. 1825)
- Nieszpory D-dur op. 89 na chór 4-głosowy i orkiestrę (1847)
- O gloriosa Virginum B-dur op. 92 na chór 4-głosowy i orkiestrę (1847)
- O Sacrum Convivum op. 49, hymn na chór 4-głosowy i instrumenty dęte (ok. 1829)
- Passio Domini nostri d-moll op. 65 na 14 głosów solowych, 3 chóry 4-głosowe i orkiestrę (1835-37)
- Pater noster op. 95 na chór 4-głosowy i organy (1848)
- Post celebrem... D-dur op. 11 na sopran, bas, chór 4-głosowy i orkiestrę (1815)
- Psalm 133 op. 63 na 2 chóry (ok. 1838)
- Salve Regina B-dur, Processio funebris c-moll, Psalmus: De profundis c-moll op. 43 na 3-głosy męskie, chór 4-głosowy i orkiestrę (1827)
- Requiem c-moll op. 42 na 3-głosy męskie, wiolonczelę, instrumenty dęte i kotły (1826)
- Requiem op. 2 na chór 4-głosowy i instrumenty dęte (1793)[14]
- Stabat Mater op. 93 na głosy solowe, chór i orkiestrę (1848)
- Te Deum laudamus D-dur op. 39 na chór 4-głosowy, trąbkę i kotły (ok. 1825)
- Te Deum laudamus op. 74 na 2 4-głosowe chóry męskie (1842)
- Veni Creator A-dur op. 97 na chór 4-głosowy i organy (1849)
- Veni Creator B-dur op. 73 na 4-głosowy chór męski (1842)[16][17]
- Veni Creator C-dur op. 7 na 2 chóry 4-głosowe (1812)
- Veni Creator G-dur op. 40 na chór 4-głosowy (ok. 1825)
- Veni Creator G-dur op. 54 na 5-głosowy chór i organy (1834)
- Veni Creator op. 78 na 3-głosowy chór męski i organy (1843)
- Veni Sancte Spiritus Es-dur op. 8 na chór 4-głosowy i orkiestrę (1815)

### Balety
| Nazwa          | Dawa powstania | Data prawykonania | Uwagi           |
| -------------- | -------------- | ----------------- | --------------- |
| Divertissement | ?              | ?                 | –               |
| Dwa posągi     | 1818           | ?                 | –               |
| Dzicy ludzie   | ok. 1796       | ?                 | utwór w 1 akcie |

### Opery
- Amazonki, czyli Herminia, opera w 2 aktach (1797)
- Andromeda, opera seria w 1 akcie (1806)
- Der verkleidete Sultan, opera w 3 aktach (1795)
- Die seltenen Brüder oder Die vier Zauberkugeln, opera w 2 aktach (1795)
- Jagiełło w Tenczynie, opera w 3 aktach (1819)
- Kabalista, opera w 2 aktach (1812)
- Kochankowie ukryci, opera w 2 aktach (?)
- Pospolite ruszenie, czyli Bitwa z kozakami, komedioopera w 2 aktach (1807)
- Siedem razy jeden, komedioopera w 1 akcie (1804)
- Wąwozy Sierra Morena, komedioopera w 3 aktach (1811)
- Król Łokietek, czyli Wiśliczanki, opera w 2 aktach (1817–1818)
- Leszek Biały, czyli Czarownica z Łysej Góry, opera w 2 aktach (1809)
- Mieszkańcy wyspy Kamkatal, opera w 1 akcie (1803–1804)
- Stary trzpiot i młody mędrzec, opera w 1 akcie (1804–1805)
- Sułtan Wampum, czyli Nieroztropne życzenia, opera w 2 aktach (1800)
- Śniadanie trzpiotów, opera w 1 akcie (1808)
- Urojenie i rzeczywistość, opera w 1 akcie (ok. 1805)
- Wieszczka Urzella, czyli To co się damom podoba, opera w 3 aktach (1805–1806)

### Inne utwory sceniczne
- Benefis, duodrama w 1 akcie (1809)
- Echo w lesie, duodrama w 1 akcie (1808)
- La ritrosia disarmata, duodrama w 1 akcie (1815)
- Szewc i krawcowa, duodrama w 1 akcie (1808)
- Żona po drodze, duodrama w 1 akcie (1808)
- Karol Wielki i Witykind, dramat w 2 aktach (1807)
- Powstanie narodu, scena liryczna w 1 akcie (1830)
- Iskahar, król Guaxary, melodramat w 3 aktach (1796)
- Korsarz francuski w Portugalii, melodramat w 3 aktach (?)
- Mieczysław Ślepy, melodramat w 3 aktach (1807)
- Nurzahad, czyli Nieśmiertelność i bogactwa, melodramat w 3 aktach (1805)
- Ofiara Abrahama, melodramat w 4 aktach (1821)
- Sąd Salomona, melodramat w 3 aktach (1806)
- Sydney i Zuma, czyli Moc kochania czarnej niewiasty, melodramat w 3 aktach (1798)
- Trybunał niewidzialny, czyli Syn występny, melodramat w 3 aktach (1807)
- Wyspa małżeńska, czyli Żony przez los wybrane, melodramat w 3 aktach (1811)

### Koncert
| Opus | Tonacja | Instrument solowy | Data powstania | Data prawykonania |
| ---- | ------- | ----------------- | -------------- | ----------------- |
| –    | ?       | Flet poprzeczny   | 1791–1792      | ?                 |
| –    | D-dur   | Skrzypce          | ok. 1795       | ?                 |
| –    | G-dur   | Skrzypce          | ok. 1783-84    | ?                 |

### Symfonie
| Opus | Tonacja | Data powstania | Data prawykonania |
| ---- | ------- | -------------- | ----------------- |
| 17   | B-dur   | ok. 1818       | ?                 |
| –    | C-dur   | 1796           | ?                 |
| 11   | C-dur   | 1804–1805      | ?                 |
| –    | D-dur   | 1802           | ?                 |
| –    | D-dur   | 1788–1789      | ?                 |
| –    | D-dur   | ok. 1818       | ?                 |
| –    | Es-dur  | 1797           | ?                 |
| –    | Es-dur  | 1788–1789      | ?                 |

### Utwory kameralne
- Chaconne G-dur na skrzypce i fortepian (1836)
- Kwartet fortepianowy Es-dur op. 15 (ok. 1805)
- Kwartet fortepianowy F-dur (ok. 1800)
- Kwartet na 2 skrzypiec i 2 altówki (ok. 1798)
- Kwartet smyczkowy B-dur (?)
- Kwintet smyczkowy (?)
- Kwintet smyczkowy c-moll (?)
- Septet D-dur na flet, klarnet, skrzypce, altówkę, wiolonczelę, kontrabas i fortepian (ok. 1830)
- Sonata fortepianowa F-dur (ok. 1798)
- Sonata B-dur na fortepian na 4 ręce op. 16 (?)[18]
- Sonata D-dur na skrzypce i fortepian op. 10 nr 2 (ok. 1798)
- Sonata Es-dur na skrzypce i fortepian op. 10 nr 3 (ok. 1798)
- Sonata F-dur na skrzypce i fortepian op. 10 nr 1 (ok. 1798)
- Sonata fortepianowa B-dur (ok. 1798)[18]
- Sonata fortepianowa D-dur (ok. 1798)
- Trio fortepianowe C-dur (ok. 1798)
- Trio Grande sonate B-dur, trio fortepianowe (1798)

Drobne utwory orkiestrowe i instrumentalne
- Karnevaltanze na orkiestrę (1792-99)
- Marsz na orkiestrę (1831)
- Marsz przedniej straży wojska polskiego na orkiestrę (1831)
- Marsz tryumfalny na orkiestrę dętą (1809)
- Marsz z echem i andantem na orkiestrę (?)
- Mazur na orkiestrę (ok. 1825)
- Polonez D-dur na orkiestrę (1818)
- Polonez D-dur na skrzypce i fortepian (?)
- Polonez D-dur na skrzypce i fortepian (1820)
- Polonez E-dur na temat uwertury z opery Lodoiska R. Kreutzera na orkiestrę (1804)
- Polonez Es-dur na skrzypce i fortepian (1820)
- Polonez F-dur na orkiestrę (1818)
- Polonez na temat marsza z opery Woziwoda L. Cherubiniego na orkiestrę (1804)
- Polonez na temat piosenki Où peut-on étre mieux... na orkiestrę (1816)
- Rondo À la krakowiak B-dur na fortepian (1803)
- Rondo À la mazurek C-dur na fortepian (1803)
- Rondo À la mazurek g-moll na fortepian (1803)
- Trois quatuors du meilleur goût polonais na instrumenty smyczkowe (1798)
- Trois quatuors na instrumenty smyczkowe (ok. 1796)
- Walce brneńskie na orkiestrę (ok. 1791-92)
- Walce wiedeńskie na orkiestrę (ok. 1790-91)
- Wariacje B-dur na temat marsza z opery Przerwana ofiara P. Wintera na fortepian (1802)
- Wariacje na temat arii z opery Żony przemienione, czyli Szewc M. A. Portogalla na orkiestrę (1810)

### Prace teoretyczne
| Tytuł |
| --- |
| Rozprawa o rytmiczności i metryczności języka polskiego |
| Rozprawa o melodyi i śpiewie |
| Sumariusz moich utworów muzycznych, tłumaczenie z niemieckiego Kazimierz Lubomirski (oprac.) Alina Nowak-Romanowicz. Kraków Polskie Wydawnictwo Muzyczne, 1957. |

## Upamiętnienie
31 stycznia 1979 w Warszawie jednej z ulic na terenie obecnej dzielnicy Mokotów zostało nadanie imię Józefa Elsnera.
W Grodkowie w latach 1969–1995 działało Muzeum im. Józefa Elsnera, a w 1974 odsłonięto jego pomnik; tutaj także obchodzone są Dni Elsnerowskie.
W 2019 przy ul. Nefrytowej 6 w dzielnicy Targówek, gdzie znajdował się dworek Elsnera, odsłonięto upamiętnienie kompozytora w kształcie półtorametrowej granitowej złamanej kolumny, zaprojektowane przez Marka Moderau.